# Joel Molina
Joel Molina Contreras (27 de octubre de 1965 en Rancagua, Chile) es un exfutbolista chileno que jugaba de lateral izquierdo y jugó en diferentes equipos en Chile. 

## Carrera
Siendo su principal equipo O'Higgins, donde consiguió el subcampeonato de la Copa Chile en 1994 (anotó el gol del empate frente a Colo Colo en la final)  y el tercer lugar en el Torneo Nacional de ese año. Inició su carrera en el club Cultural Doñihue en 1983. En su paso por O'Higgins logró gran notoriedad y anotó 15 goles durante su estancia en el club rancagüino, siendo elegido en 1999 como uno de los jugadores del siglo del club celeste. 
Actualmente se desempeña como profesor en Escuelas de Fútbol y ha formado parte de cuerpos técnicos en clubes de Tercera División, principalmente ligados a la ciudad de Rancagua.  

## Clubes
| Club             | País  | Año       |
| ---------------- | ----- | --------- |
| Cultural Doñihue | Chile | 1983      |
| Curicó Unido     | Chile | 1984-1985 |
| Fernández Vial   | Chile | 1986-1988 |
| O'Higgins        | Chile | 1989-1996 |
| Unión Española   | Chile | 1997      |
| Colchagua        | Chile | 1998-1999 |
| O'Higgins        | Chile | 2000      |